# Norma (película)
Norma es una película de comedia dramática argentina-chilena-uruguaya de 2023 dirigida por Santiago Giralt. Se trata de la adaptación de la novela Señales de humo del propio Giralt. Narra la historia de una mujer que busca reinventarse tras la renuncia de su empleada doméstica. Está protagonizada por Mercedes Morán, Alejandro Awada, Lorena Vega y Mercedes Scápola. La película se estrenó el 19 de octubre de 2023 en las salas de cines de Argentina, antes de ser lanzada en Netflix el 22 de diciembre de ese mismo año.

## Sinopsis
Cuenta la historia de Norma, un pueblerina de 64 años a quien su empleada doméstica de toda la vida le renuncia, por lo que al principio su mundo parece ser que se viene abajo, sin embargo, tras la llegada de una psicóloga al pueblo, Norma comienza un viaje de autodescubrimiento.

## Elenco
- Mercedes Morán como Norma Lera
- Alejandro Awada como Gustavo
- Lorena Vega como Judith
- Mercedes Scápola como Inés
- Marco Antonio Caponi como Roberto
- Mirella Pascual como Beba
- Elvira Onetto como Estela
- Claudia Cantero como Rosita
- Elizabeth Vernaci como Gabriela Aguirre
- Irene Gonnet como Alina
- Eduardo Migliónico como Turco
- Jenny Galván como Turca

## Recepción

### Comentarios de la crítica
La película recibió críticas positivas por parte de la prensa. Ezequiel Boetti de Página 12 destacó que «el director le imprime el tono de una comedia amable y felizmente liviana a la historia de una mujer de provincia que a los 60 años decide cambiar su vida». Pablo De Vita de La Nación señaló que «la idea no es nueva, pero Giralt consigue una película amena y cálida que se disfruta con sus aires de fábula y en cada mínimo gesto que devuelve la madurez interpretativa de su actriz protagónica, casi la película en sí misma».
En una reseña para Clarín, Pablo O. Scholz escribió «ni el libreto ni la dirección se muestran pretenciosos, porque lo que busca Norma es entretener, mostrar alguna que otra miseria, reírse de lo establecido y olvidarse de los problemas». Diego Batlle de Otros cines mencionó que «el film no pretende dar lecciones de vida y muestra de forma orgullosa una veta algo ingenua y naïve, pero cuyo resultado es mucho más eficaz cuanto menos se cae en el subrayado aleccionador».

### Premios y nominaciones
| Lista de premios y nominaciones | Lista de premios y nominaciones        | Lista de premios y nominaciones                                           | Lista de premios y nominaciones | Lista de premios y nominaciones | Lista de premios y nominaciones |
| Año                             | Organización                           | Categoría                                                                 | Nominado/a(s)                   | Resultado                       | Ref(s)                          |
| ------------------------------- | -------------------------------------- | ------------------------------------------------------------------------- | ------------------------------- | ------------------------------- | ------------------------------- |
| 2024                            | Premios Platino                        | Mejor comedia iberoamericana de ficción                                   | Norma                           | Nominado                        | [ 12 ]                          |
| 2024                            | Premios Carlos Gardel                  | Mejor álbum banda de sonido de cine / televisión / producción audiovisual | Tomi Lebrero                    | Nominado                        | [ 13 ]                          |
| 2024                            | Premios Martín Fierro de Cine y Series | Mejor actriz de comedia                                                   | Mercedes Morán                  | Nominada                        | [ 14 ]                          |